# Germán Ormaechea
Germán Ormaechea (Pamplona, 1975) es un músico, cantante y compositor residente en Navarra. De formación ingeniero por la Universidad Pública de Navarra es un reconocido disc-jockey indie, que actúa en numerosos conciertos y eventos bajo el pseudónimo "Dj Moderno".

## Biografía
Germán Ormaechea es líder y fundador del grupo de música electropop Horthy  creado en Pamplona en 2002 (con 4 LP publicados) y miembro de nuemerosas bandas como AmyJo Doh & The Spangles, Turpin o Alpha Circle. Como Dj Moderno ha firmado varias remezclas de grupos reconocidos en el mercado independiente y actúa tanto en formato Dj Set como Live presentando sus propias canciones en las principales salas y muchos festivales.
Además es el compositor en varios proyectos cinematográficos, como La mirada negra , Anamorphosis, Nexos , Goiatz, Look at me y diseñador sonoro en películas como Lodo....
En 2010 Horthy recibe el premio a mejor videoclip en el New York City International Film Festival por su vídeo "Puedo sin ti", dirigido por Natxo Leuza.  Archivado el 5 de septiembre de 2010 en Wayback Machine.
En 2010 recibe el premio al mejor diseño sonoro en el Reel festival de Los Ángeles por su trabajo en Lodo.
En 2011 recibe el premio a mejor banda sonora en su género en Nueva York por su trabajo en Anamorphosis.

## Discografía
Con Horthy:
- Horthy (2004)
- Horthy#2 (2006)
- Horthy plays Kraftwerk (2008)
- Horthy#3 (2009)
- Horthy#4 (2012)

En solitario:
- Banda sonora y diseño sonoro del largometraje La mirada negra
- Banda sonora y diseño sonoro del cortometraje Bip
- Banda sonora del largometraje Anamorphosis
- Diseño sonoro del largometraje Lodo
- Banda sonora del largometraje  Nexos
- La Nave Nodriza (2022)
- Sencillos: Esa Habitación / Hey / No sé si eres tú / Llévame a ninguna parte (2023)

## Enlaces
- Germán Ormaechea en Imdb

- Videoclip del tema musical "Floctis", del grupo Horthy, liderado por Germán Ormaechea.

- Datos: Q5878776